# Ross Rebagliati
Ross Rebagliati (Vancouver, 14 de julho de 1971) é um snowboarder canadense, campeão olímpicos nos Jogos de Nagano, em 1998, no slalom gigante.
Em 8 de fevereiro de 1998, Ross fez história ao ser o primeiro atleta a ganhar uma medalha de ouro no snowboard em Jogos Olímpicos.